# Herman van Steene
Herman van Steene, ook bekend als Pierre van Stern, Hermanus a Sancto Norberto en Stenius (Edam, 1629 – Leiden, 3 maart 1686) was een ongeschoeide karmeliet van Nederlandse afkomst, auteur van verschillende werken over spirituele en morele vervolmaking. 

## Levensloop
Hij legde zijn professie af op 23 april 1651. Aanvankelijk was hij actief in de Spaanse Nederlanden. Hij was er in 1663 medestichter van de Zusters Maricolen. Voor het opstellen van hun regel inspireerde hij zich op Theresia van Ávila, wier minnedichten hij in het Nederlands had vertaald. Zijn reflecties in Cibus solidus perfectorum lokten een aanval uit van de franciscaan Bonifatius Maes, die hij in zijn Responsio brevis van smaad beschuldigde. In 1679 werd hij prior van het Brusselse karmelietenklooster. Vanaf 1683 was hij prior van de Nederduitse statie van het klooster te Leiden, waar hij overleed.

## Publicaties
- Cibus solidus perfectorum sive de proposito et voto seraphica S. M. N. Theresiae faciendi semper quidquid intelligeret esse perfectum, Antwerpen, 1670
- Het weinigh bekent broederschap vanden Sone Godts ofte vande volmaeckte verboogeninge, Antwerpen, 1671, 1672, 1679; Gent, s.d.
- Responsio brevis ad aliquam doctrinam libelli cui titulus Consolatorum piorum, Antwerpen, 1672
- Via media confessorium in danda vel neganda absolutione sacramentali peccatorum tam venialium quam mortalium, Leuven, 1675; Keulen, 1679
- Humilis et libera familia Maricolarum, vulgo Marollarum, sive tractatus explicans intium et finem sive scopum institutionis praedictae familiae, Brussel, 1678
- De Seventien Minne-duchten ofte Meditatien vande H. Moeder Teresia, Keulen, 1678
- Religiosarum legum observantia debita, sive sacrum collyrium ad legem sanctitatem intelligendam, Keulen, 1681

In de Archives nationales de France berust zijn Histoire de la mission des Carmes déchaussés en Hollande.